# Torskog
Torskog är en by vid Göta älvs västra strand i Västerlanda socken i Lilla Edets kommun. 
År 2015 avgränsade SCB här en småort. Från 2018 räknas Torskog som en del av tätorten Groröd, Svenseröd, Torskog och Källeröd.
I Torskog ligger Thorskogs herrgård. Här fanns också ett skeppsvarv, Thorskogs Mekaniska Verkstad (Thorskogs varv), där det 1869-1918 byggdes totalt 214 fartyg, från 1879 järnfartyg, många för trafiken på Vänern. 